# Свіча Подяки
Свіча Подяки (рум. Lumânarea Recunoştinţei) — пам'ятник та каплиця у місті Сороки. 
Ідея належить створення належить молдовському письменнику Йону Друце. Пам'ятник розташований на горі у західній частині міста та оформлений у вигляді свічки. Вона являє собою данину невідомим героям, які зберегли культуру, мову й історію Молдови.
Пам'ятник відкрито 27 березня 2004 року. Його висота становить 29,5 метрів.

## Галерея

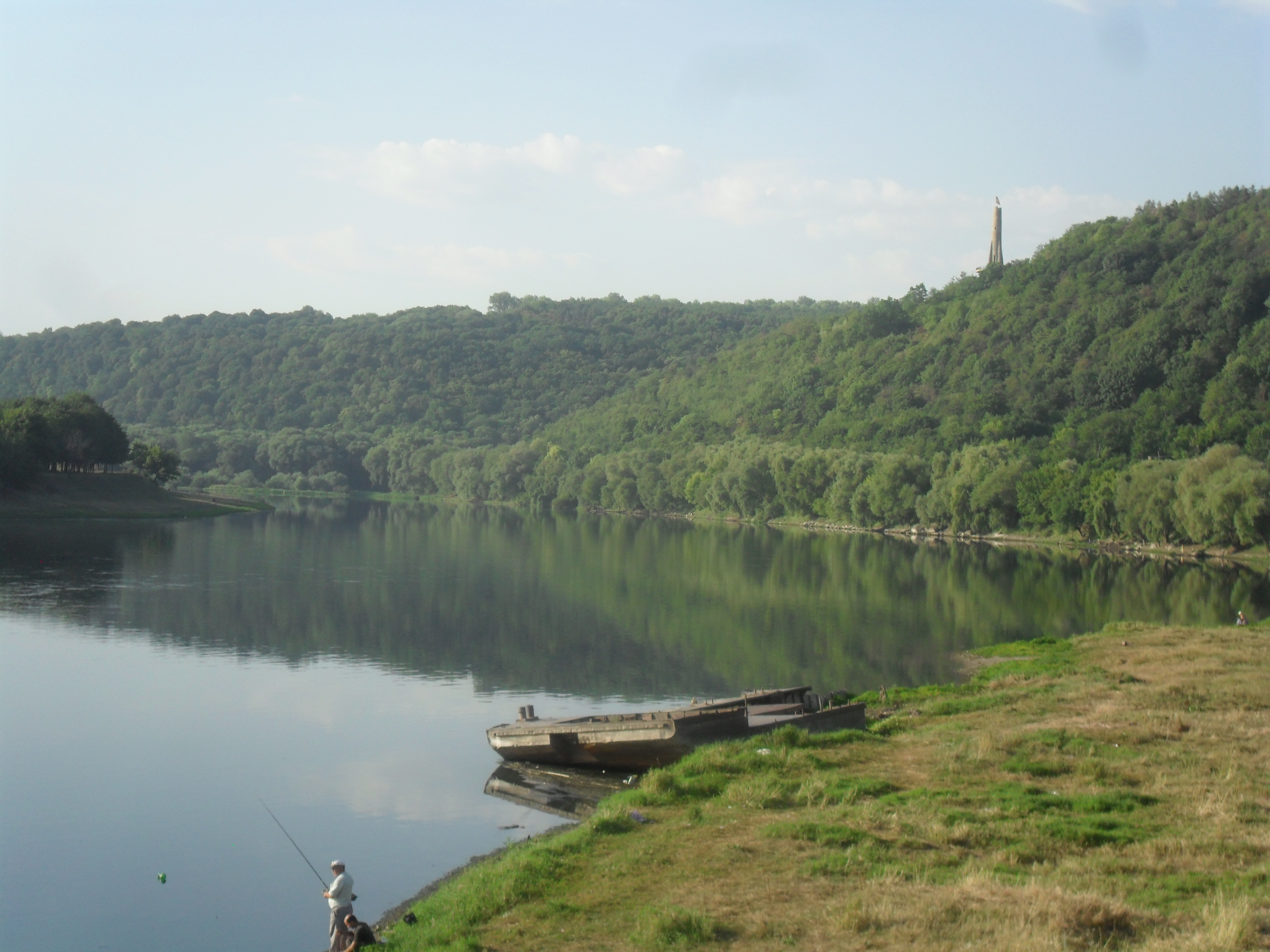
Вид на Свічу з берега Дністра
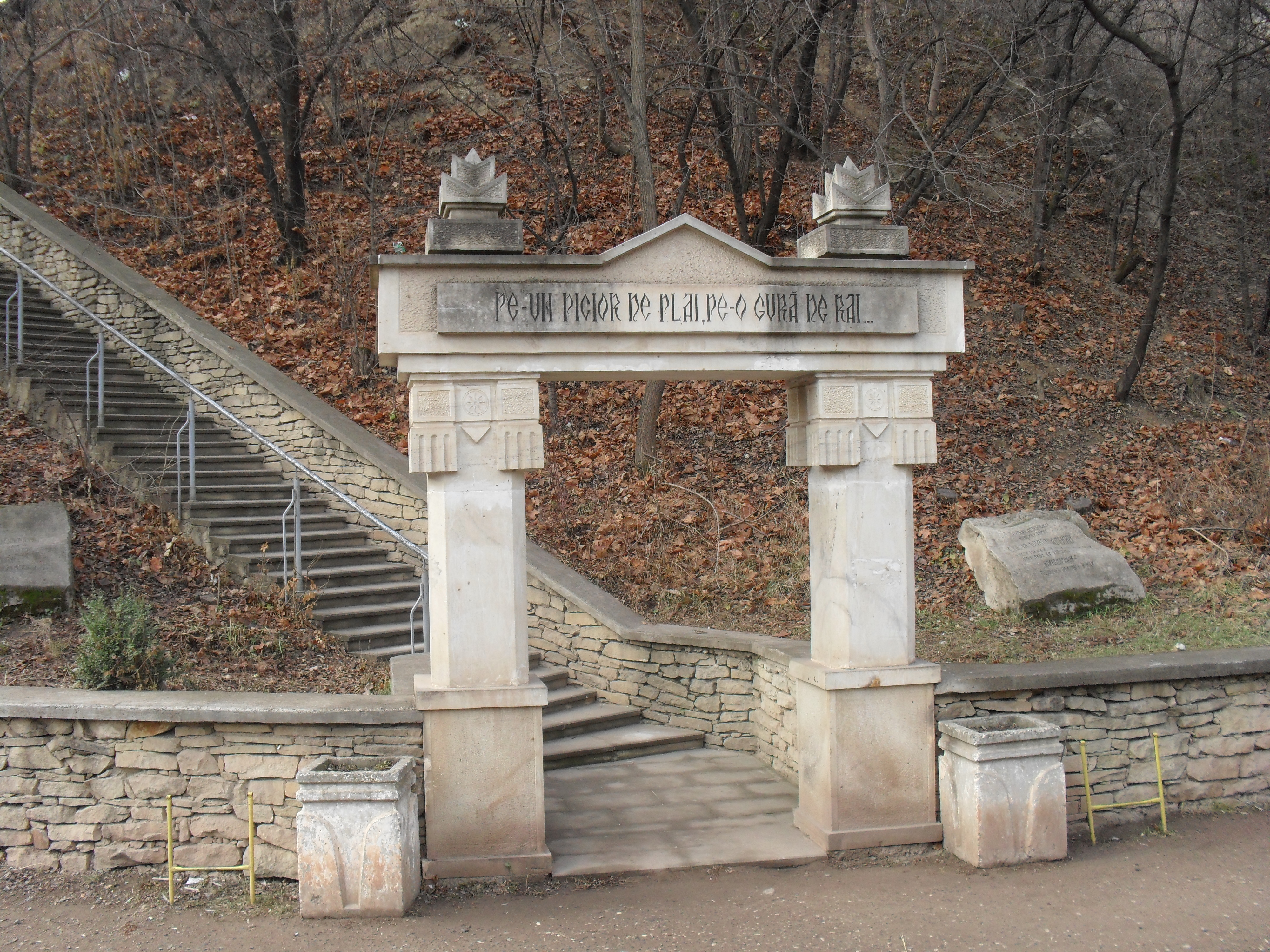
Вхід до пам'ятника зі сторони автодороги (сходи на гору)
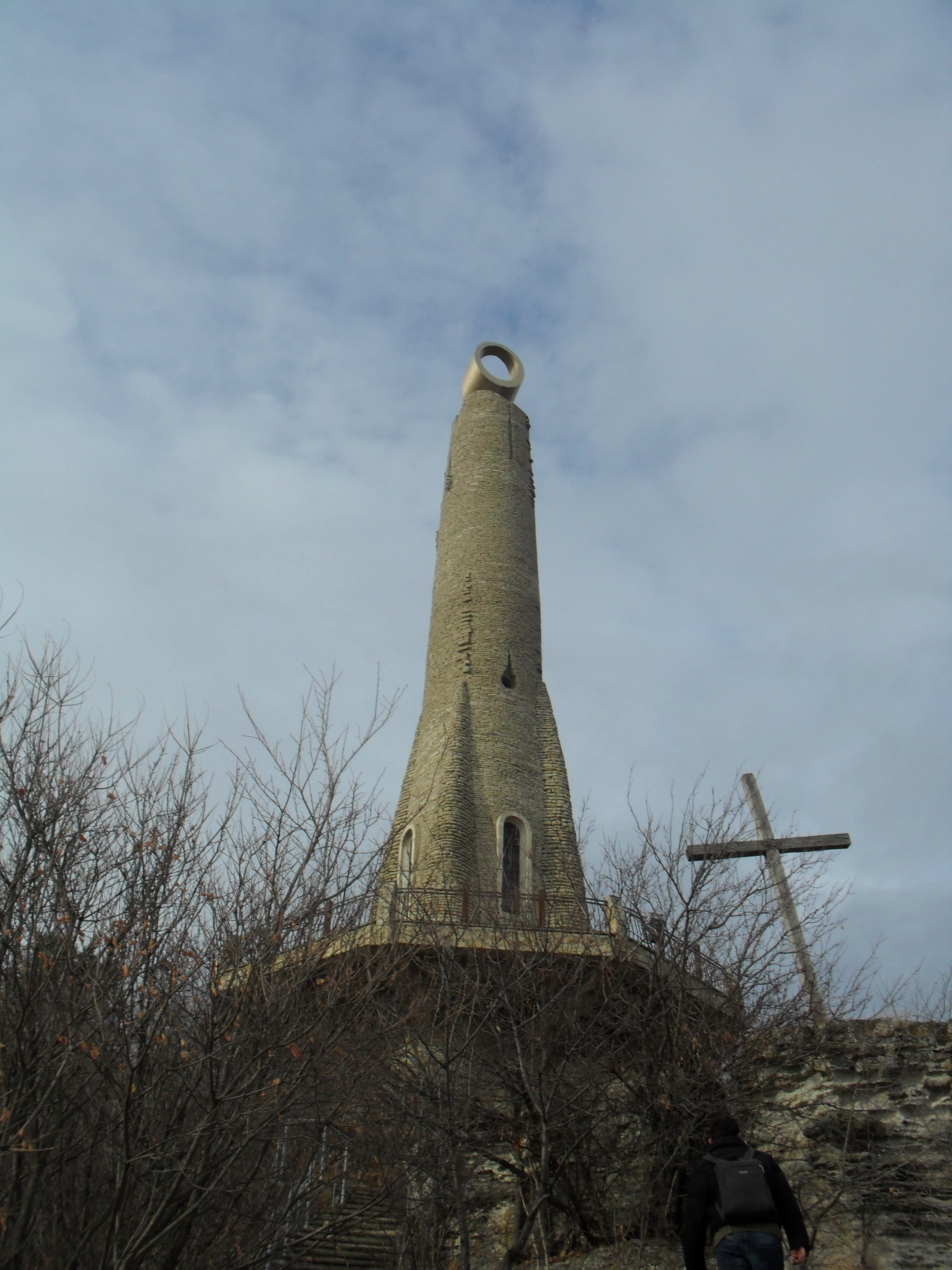
На підйомі до пам'ятника
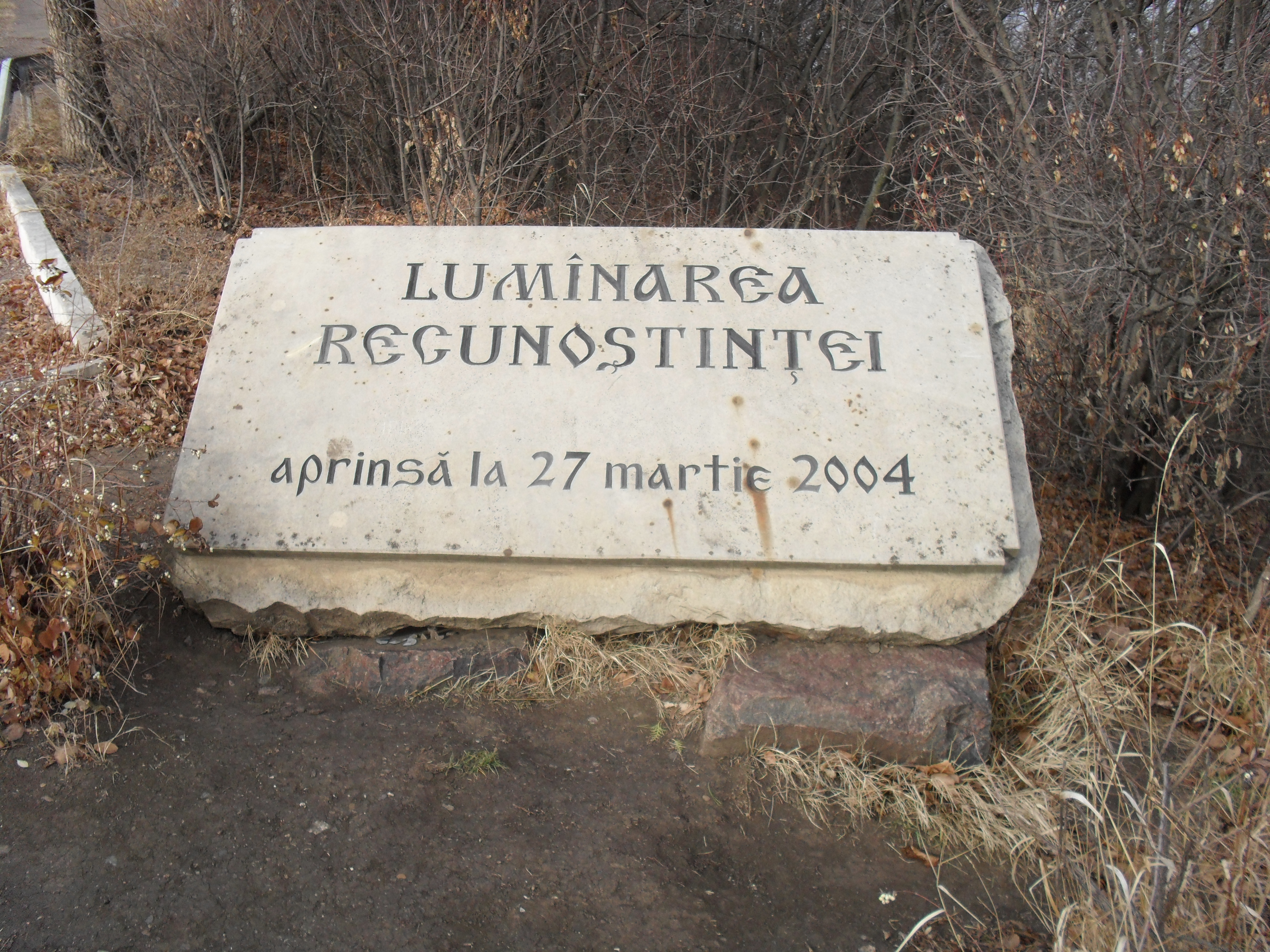
Камінь з інформацією про назву пам'ятника та датою заснування
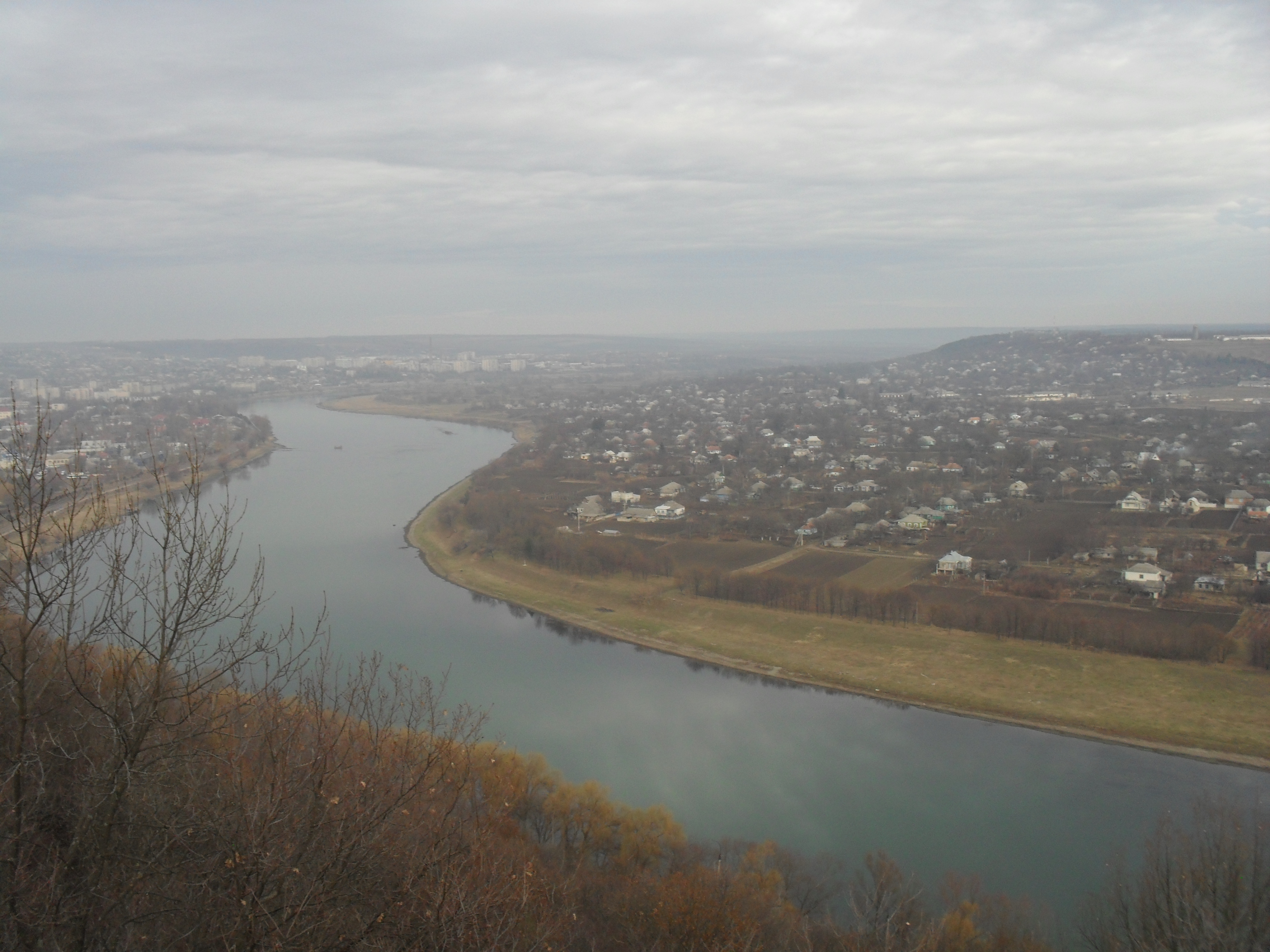
Вид з оглядового майданчика на Дністер та українське село Цекинівка
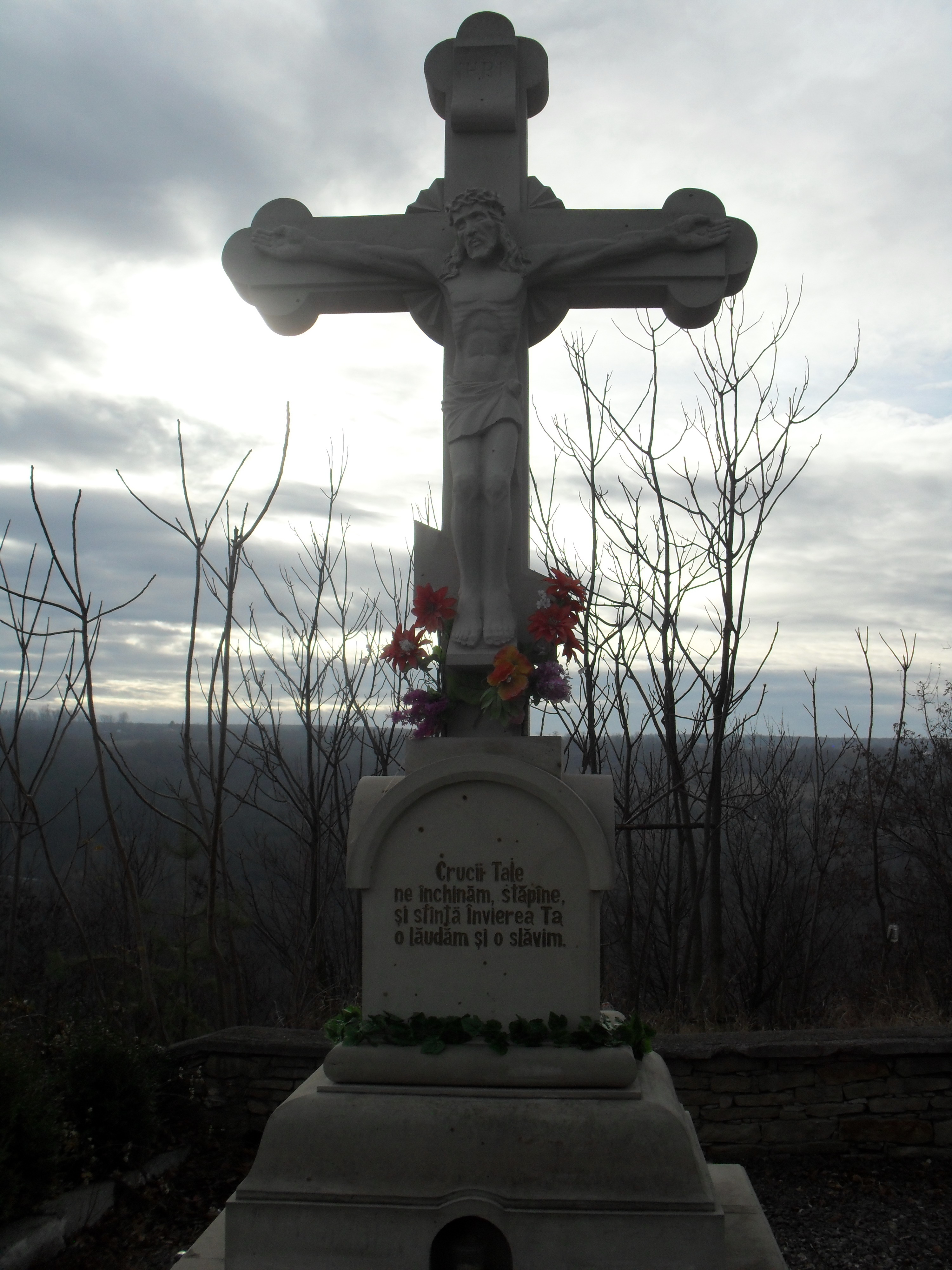
Хрест поруч із пам'ятником
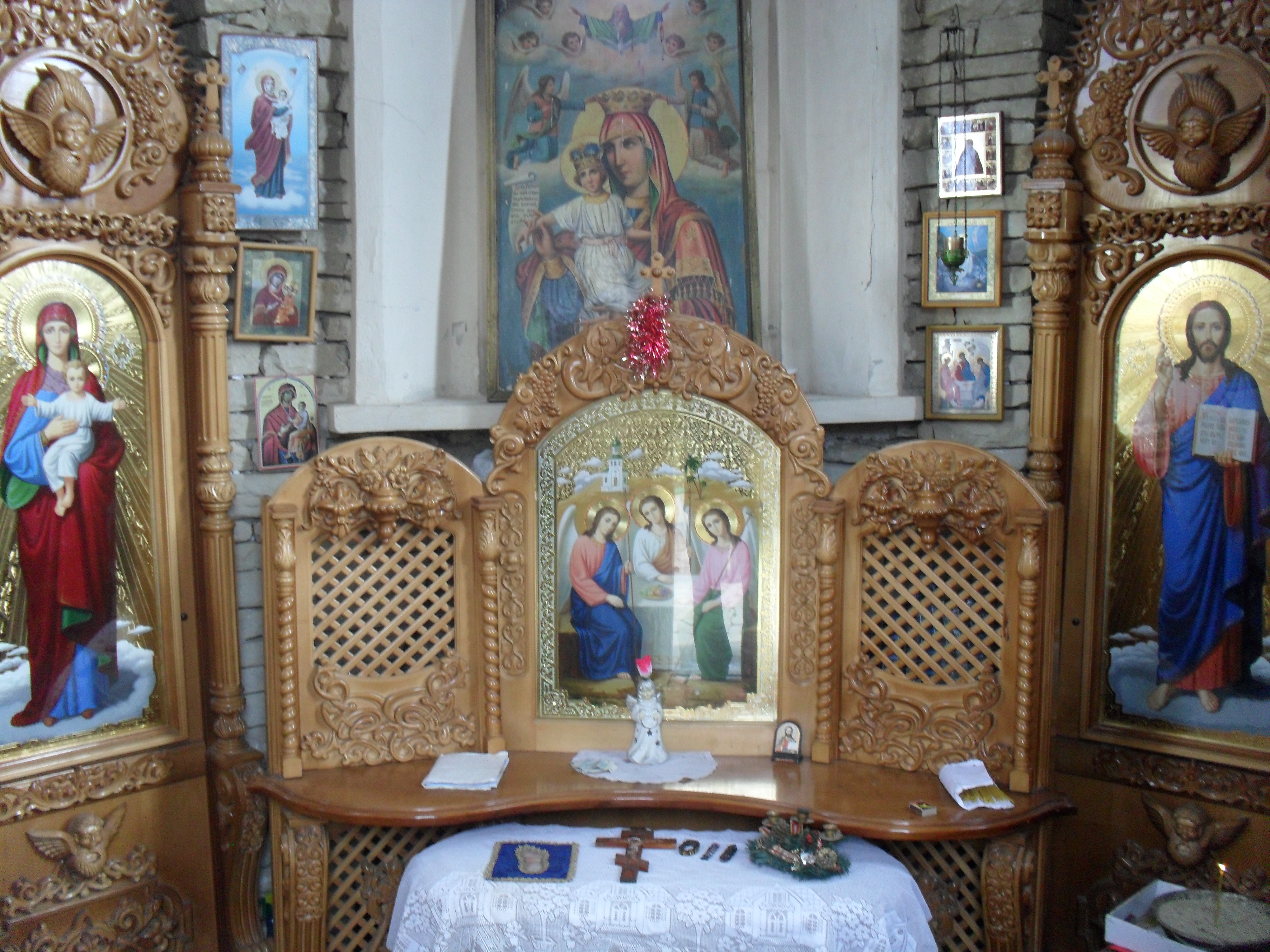
Каплиця всередині Свічі
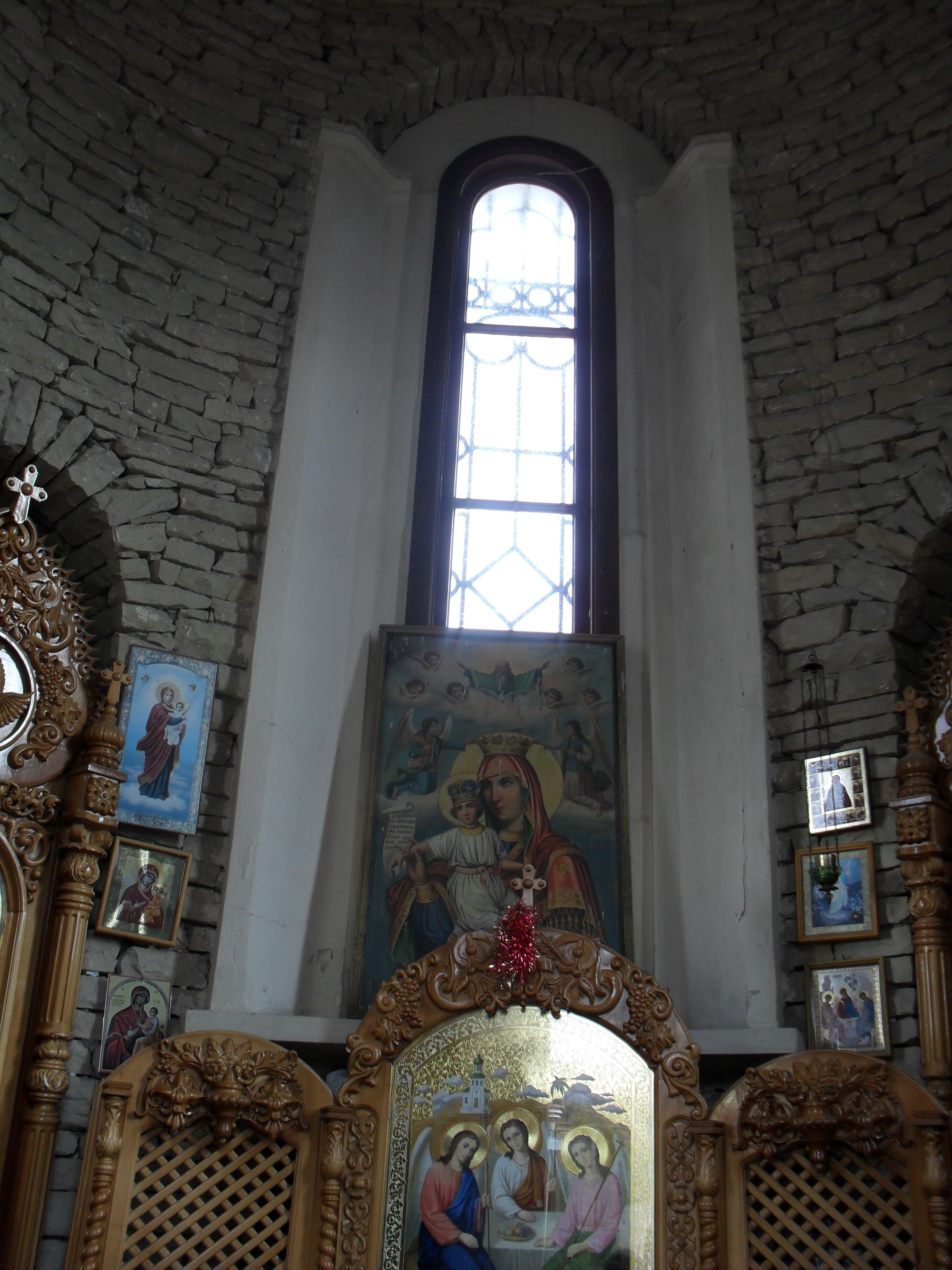
Всередині пам'ятника
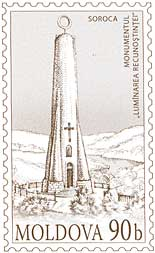
Поштова марка Молдови із зображенням Свічі Подяки

.